# Coloradillas
Coloradillas är en ort i Mexiko.   Den ligger i kommunen Tlalpujahua och delstaten Michoacán de Ocampo, i den sydöstra delen av landet, 120 km väster om huvudstaden Mexico City. Coloradillas ligger 2 554 meter över havet och antalet invånare är 140.
Terrängen runt Coloradillas är huvudsakligen kuperad, men åt sydväst är den platt. Runt Coloradillas är det ganska tätbefolkat, med 179 invånare per kvadratkilometer. Närmaste större samhälle är Tlalpujahua de Rayón, 1,5 km söder om Coloradillas. Trakten runt Coloradillas består till största delen av jordbruksmark.